# Djawal Kaiba
Djawal Kaiba (* 8. Februar 2003) ist ein kamerunischer Fußballspieler.

## Karriere

### Verein
Kaiba begann seine Karriere bei Cotonsport Garoua. Mit Cotonsport wurde er zwischen 2021 und 2023 dreimal Meister der Première Division. Zudem spielte er sechsmal für Cotonsport in der CAF Champions League.
Zur Saison 2023/24 wechselte Kaiba zum österreichischen Bundesligisten SCR Altach, bei dem er einen bis Juni 2026 laufenden Vertrag erhielt. In der Saison 2023/24 kam er zu vier Einsätzen für Altach in der Bundesliga. Zur Saison 2024/25 wurde er auf Kooperationsbasis an den Zweitligisten Schwarz-Weiß Bregenz verliehen. Im November 2024 wurde er nach Altach zurückbeordert. Bis Saisonende absolvierte er 13 Bundesligapartien für Altach.
Im August 2025 wechselte Kaiba zum Schweizer Zweitligisten FC Wil.

### Nationalmannschaft
Kaiba debütierte im August 2022 in der Qualifikation zur Nationenmeisterschaft gegen Äquatorialguinea für die kamerunische Nationalmannschaft. Mit Kamerun schaffte er die Qualifikation, woraufhin er auch im Januar 2023 für das Turnier nominiert wurde. Dort schied er mit dem Land aber schon in der Gruppenphase aus, Kaiba kam in beiden Spielen zum Einsatz.